# Битва при Нивеле
Битва при Нивеле произошла 10 ноября 1813 года у реки Нивель в конце Пиренейской войны (1808—1814 гг.). После осады союзниками Сан-Себастьяна 80 тыс. британских, португальских и испанских войск Веллингтона (20 тыс. испанцев не участвовали в битве) преследовали по горячим следам маршала Сульта, войско которого насчитывало 60 тыс. человек. После легкой дивизии основной британской армии было приказано атаковать, а 3-я дивизия разбила армию Сульта на две части. К 2 часам Сульт уже отступал, а англичане занимали сильную наступательную позицию. Сульт потерял 4351 человека, а Веллингтон — 2450.

## Предыстория
После осады Сан-Себастьяна англо-португальская армия взяла его штурмом и захватила в начале сентября 1813 года. 31 августа в битве при Сан-Марсиале Сульт в своей последней попытке снять осаду не смог прорвать оборону испанцев. Затем французская армия отступила, чтобы защитить реку Бидасоа, по которой возле побережья проходит французско-испанская граница.
На рассвете 7 октября англо-союзная армия разбила французов в битве при Бидасоа, внезапно для них перейдя реку. Во время этого действия союзники также захватили несколько укрепленных позиций в районе горы Ларрун. Обе стороны потеряли в этой битве около 1,6 тыс. человек.

## Расположение войск

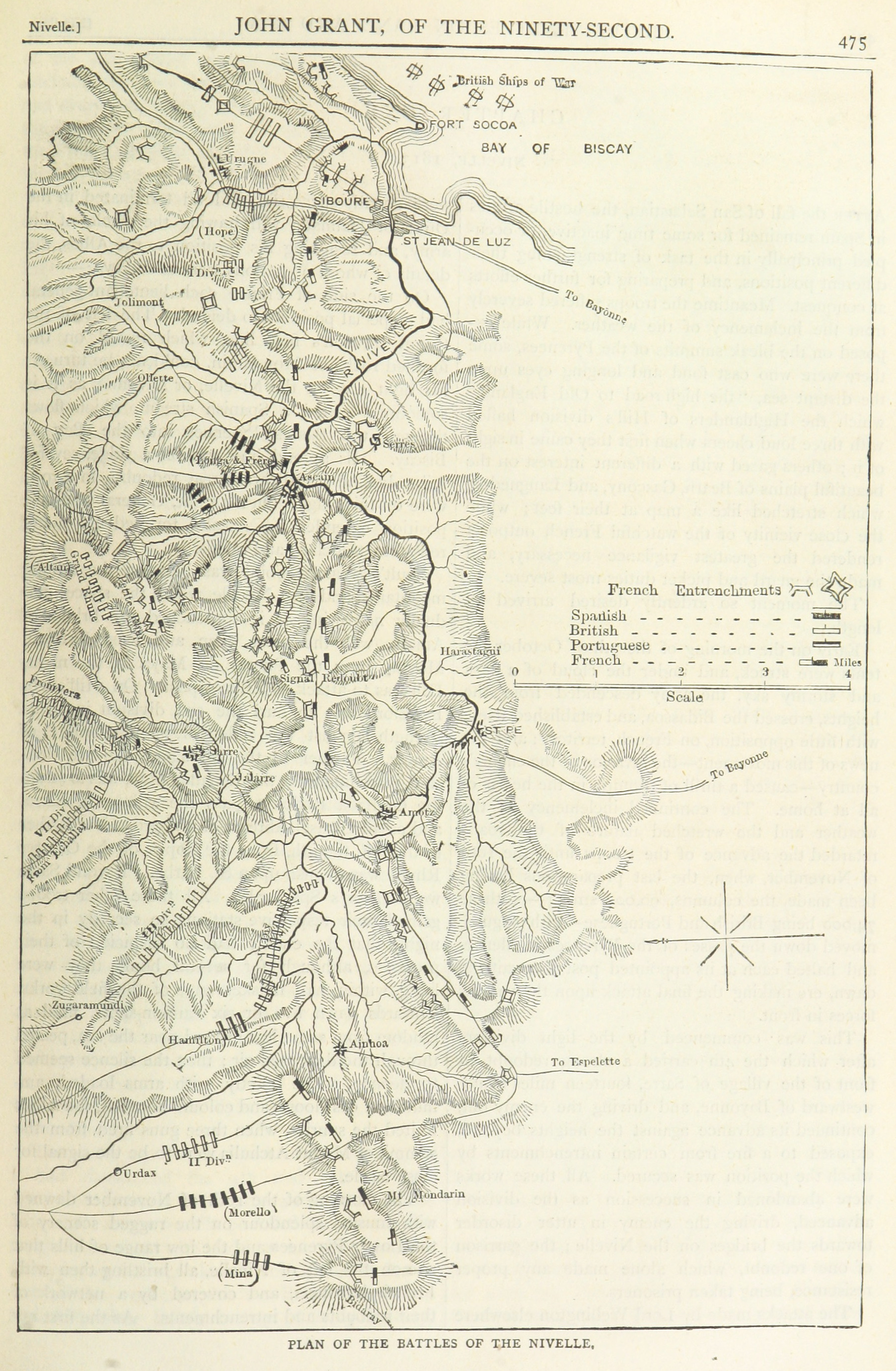
Карта битвы

Французская армия под командованием маршала Сульта расположилась перед руслом реки Нивель. Вдоль реки находится ряд холмов, на которых французы воздвигли редуты. Линии Сульта простирались от берегов Атлантики на правом фланге французов до заснеженного перевала Ронсеваль слева. Учитывая, что на 30 километров фронта у Сульта было всего 60 тыс. человек, ему пришлось очень сильно растянуть свои войска. Из-за этого у него практически не оставалось резерва, который мог бы изменить ход битвы. Когда Сульт вернулся на свою базу в Байонне, его позиция несколько укрепилась, но он не был достаточно быстр, и Веллингтон догнал его.
Над французскими позициями возвышалась Ларрун, покрытая кустарником скалистая гора высотой почти 905 метров. Помимо основной вершины (Большой Рун), у горы есть ещё и вторая, т. н. Малый Рун, отделённая от Большого ущельем и примерно на 600 метров ниже неё; вдоль её крутого гребня французы построили три оборонительные позиции. Если бы французские оборонительные сооружения на Ларрун были взяты, позиция Сульта стала бы очень опасной, поскольку британцы могли бы зажать его в клещи и атаковать со всех трёх сторон.
План Веллингтона состоял в том, чтобы распределить войска вдоль всей линии Сульта, но главную атаку вести в центре. Любой прорыв в центре или на левом фланге французов позволил бы англичанам отрезать правый фланг противника. Итак, Веллингтон приказал, чтобы левый фланг англичан (атакующие французский правый фланг) возглавил сэр Джон Хоуп; под его командованием были 1-я и 5-я дивизии, а также испанцы Фрейре. Бересфорд должен был вести основную атаку союзников против французского центра с 3-й, 4-й, 7-й и Лёгкой дивизиями, в то время как на правом фланге британцев (атакующих левый фланг французов) находился Хилл со 2-й и 6-й дивизиями при поддержке испанцев Морильо и португальцев Гамильтона. Веллингтон решил атаковать 10 ноября.

## Сражение

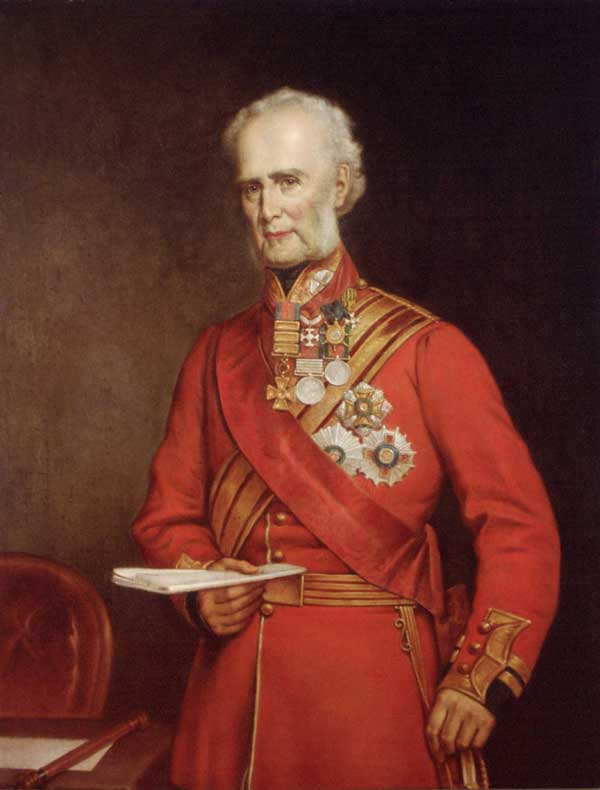
Джон Колборн

Битва началась незадолго до рассвета, когда Лёгкая дивизия направилась к плато на вершине Большого Руна (там располагался французский гарнизон, но его защитники бежали после перестрелки на реке Бидасоа, опасаясь быть отрезанными от своей армии). Перед дивизией была поставлена цель уничтожить три французских оборонительных форта. Они спустились в ущелье перед Малым Руном и получили приказ залечь и ожидать начала атаки. После сигнала, поданного артиллерийской батареей, началось наступление. Его возглавили солдаты 43-го, 52-го и 95-го полков при поддержке 17-го португальского пехотного полка, которые ринулись на штурм редутов на гребне Руна. Несмотря на то, что это был рискованный шаг и солдаты союзников были сильно уставшие, внезапность и решительность атаки заставили французов бежать в другие крепости на соседних холмах.
В то время как 43-й и 95-й полки сражались на Руне, оставался ещё один сильно укреплённый звездообразный форт ниже на плато Муа (Mouiz), которое тянулось к побережью. Он был атакован 52-м Лёгким пехотным полком Колборна, при поддержке стрелков 95-го полка. И здесь британцам сопутствовала удача. Они появились совершенно неожиданно для французов, и те, рискуя быть отрезанными от основных сил, быстро сбежали, оставив Колборну форт и окопы; британцы не потеряли ни одного человека.
Вскоре на восьмикилометровом участке начался основной британский штурм девятью дивизиями. Когда 3-я дивизия взяла мост в Амоце, французское сопротивление было окончательно сломлено, поскольку любое сообщение между двумя половинами армии Сульта было теперь невозможно. Вскоре французы полностью отступили (к 2 часам они бежали через Нивель), потеряв 4351 человека; потери Веллингтона составили 2450 человек.